# Vojenský hřbitov (Hradčany)
Zrušený Vojenský hřbitov na Hradčanech se nachází v Praze na rozhraní městských čtvrtí Hradčany a Střešovice v ulici Patočkova, pod barokním opevněním na bastionech X. (svatého Františka Borgii) a XI. (Kamenný) a kurtině mezi nimi. Je chráněn jako nemovitá kulturní památka.

## Historie
Vojenský dělostřelecký hřbitov byl založen roku 1786 pro posádku pražského dělostřeleckého pluku. Na hřbitově byli pohřbíváni i vojáci a rodinní příslušníci i jiných zbraní než dělostřelectva, najdeme zde vojáky zeměbrany, pěších pluků i příslušníky námořnictva. Matrika zemřelých byla pro hřbitov vedena od roku 1864.
Po zrušení Malostranského hřbitova v Košířích sloužil i pro civilní pohřby. Byli zde pohřbeni například podplukovník Miesitschek z Výškova (1866) či Josef Jüttner (1775–1848), kartograf, generálmajor rakouské armády a tvůrce prvního plánu Prahy vytvořeného na geodetickém základu. Nejhonosnější náhrobek patří generálmajorovi Wenzelu Schipkovi, rytíři z Blumenfeldu. Jeho erb byl vytesán obráceně, protože generál byl posledním svého rodu.  Z roku 1813 z doby napoleonských válek se na hřbitově dochovalo jediné jméno – pruský poručík Ferdinand von Roeder, raněn v bitvě u Drážďan, zemřel v lazaretu v Praze 23. 9. 1813 a pochován na dělostřeleckém hřbitově (náhrobní deska byla převezena na nově zřízený pruský hřbitov ve Štěrboholech v roce 1905, tehdy byly ostatky všech pruských vojáků exhumovány a převáženy na dnes zaniklý štěrboholský hřbitov, po válce 1945 byl celý hřbitov zdemolován a památky zničeny).

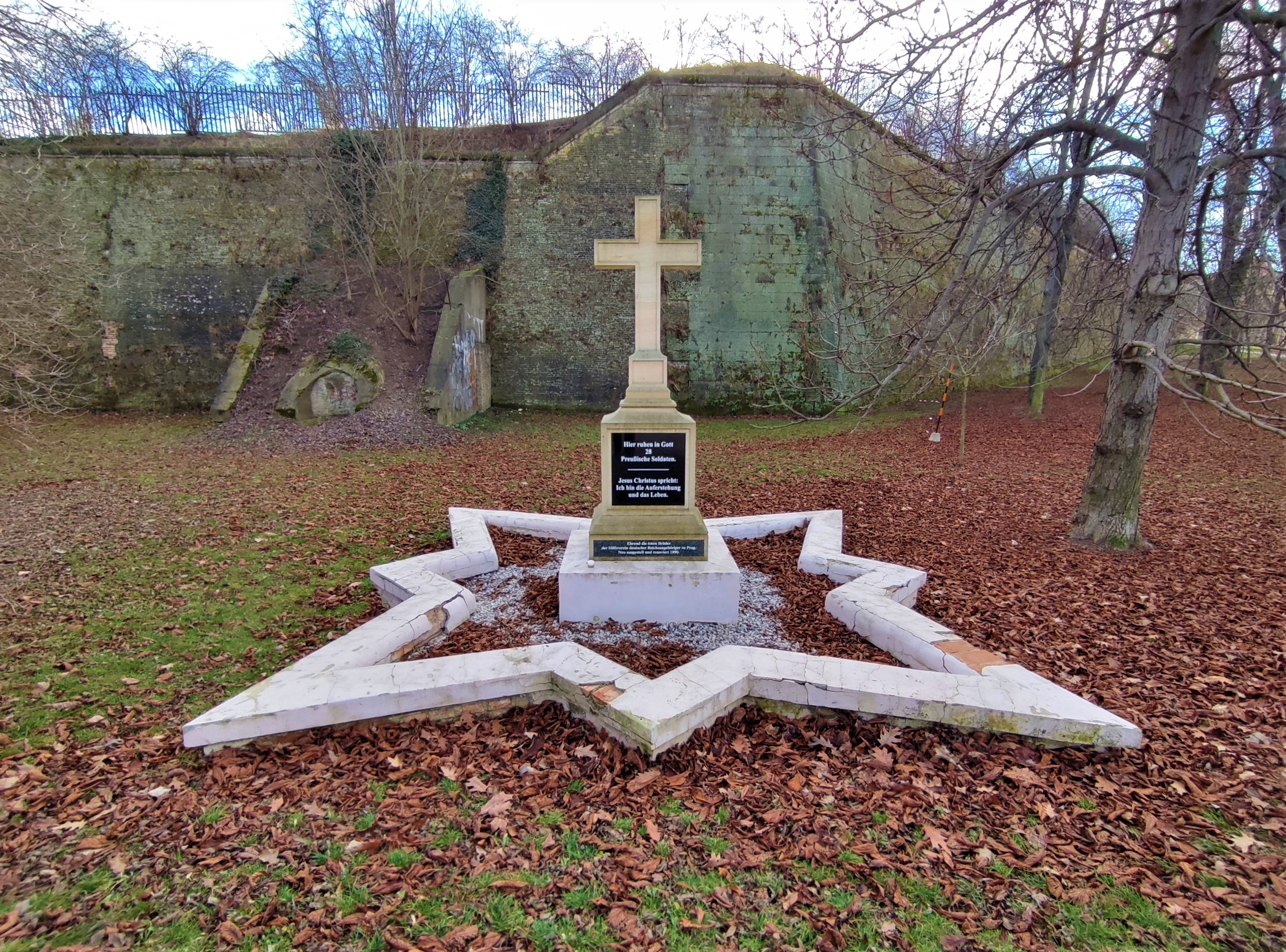
Pomník 28 pruských vojáků, stav z roku 2022

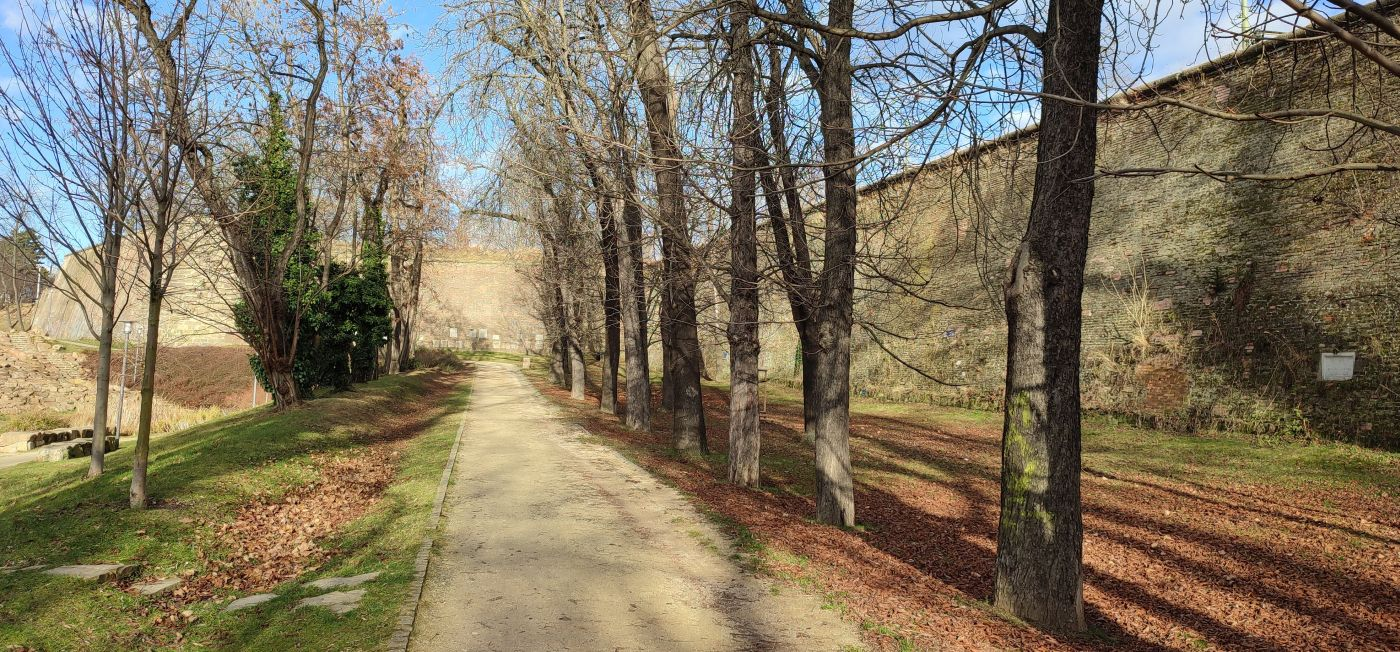
Bývalý vojenský hřbitov v roce 2022

Roku 1866 zde byl zřízen společný šachtový hrob několika pruských dělostřelců zemřelých dne 25. srpna 1866 na popáleniny při likvidaci munice v kasematech Strahova a dalších vojáků pruské armády zemřelých na nakažlivé choroby, jako byl tyfus[nepřesný odkaz] a cholera (v době pruské okupace Prahy a během epidemie tzv. pruské cholery po prohrané bitvě u Hradce Králové). Tento hrob byl označen hvězdicovitým náhrobkem s křížem uprostřed. Původní pomník a pohřbená těla byly přeneseny taktéž do Štěrbohol roku 1905; po druhé světové válce byl pomník v roce 1945 zničen. Roku 2016 byl pomník 28 pruských vojáků na hradčanském hřbitově obnoven. Na hřbitově se dochovalo několik náhrobních stél spolu s náhrobníky vsazenými do zdi opevnění. Některé náhrobky pocházely z kamenické dílny Josefa Emanuela Krondela a Roberta Platzera a Prachnera. Hřbitov hlídal oddíl dělostřeleckých fyzilírů. Na nároží Úvozu měli dělostřelci v letech 1800–1837 vlastní malý špitál zvaný Weyerhof, který byl poté přesunut do Martinického paláce v Loretánské ulici čp.181/4 jako posádková nemocnice číslo II. Nejvíce se zde pohřbívalo za napoleonských válek a za prusko-rakouské války roku 1866.
Samotný hřbitov byl vojenskou správou zrušen 6. 6. 1898 a odkoupen pražskou obcí roku 1910. Následně byla provedena revize a provedena proměna do parkové úpravy. V roce 1911 zde bylo 99 kovových křížů, 85 dřevěných, 114 pomníků, 8 záklopných desek na hroby, 34 desek v hradbách, prostých hrobů bez označení bylo cca 441. O hroby se starali pozůstalí i správa města.. Za První světové války se zde již nepohřbívalo. Některé ostatky a náhrobní desky byly v roce 1905 přeneseny na vojenský hřbitov ve Štěrboholech. V roce 2014 se zdejší plocha stala součástí nově zplanýrovaného parku Maxe van der Stoela na pozemku při Keplerově ulici v Praze 6. Na přelomu roku 2020–2021 bylo pět náhrobních desek poničeno sprejery.

## Náhrobní desky (výběr)
Bedřich Kšára při soupisu náhrobků v roce 1937 zaznamenal 155 desek, přizděných ke stěnám bastionů nebo celých náhrobků u stěny stojících. V současné době se jich dochovala přibližně jedna pětina. Některé jsou natolik ohlazené erozí či záměrně poškozené, že jejich nápisy nelze identifikovat. Po jiných, které byly odsekány (tzn. ukradeny), zbyl jen rámeček nebo cihlová vyzdívka.  
- Mathias BLASKOWICH /Blasković, k. k. Hauptmann, * 1803, † 21. 12. 1855
- Ignatz BRAUNAUER,  Oberfeuerwerker des k. k. Bombardier Corps; † 26. 9. 1883, 30 let, spadl s koně
- MUDr. Ignaz CZELLECHOWSKY, k.k. Arzt; * 28.4.1804  , † 20.5.1864
- Vojtěch šlechtic ČESANÝ, k. k. rytmistr na odpočinku, * 12.4. 1810, † 24.12.1886 Praha [7]
- Josef FISCHER; k. k. Buchhalter,  * 1825, † 4.4. 1865
- Wilhelm GLASER, k. k. Hauptmann der Artillerie, * 16.9.1810, † 8.5.1876
- Dominik šlechtic von GOLDBACH, k. k. Oberst und Garnisons – Artillerie - Districts – Commandant in Böhmen, * 1773, † 8.5. 1842, 68 let[8]
- Georg HEFFER von WEHRFELD, k. k. pensionierter Oberlieutnant, † 23.2. 1846; jeho manželka Josefa Hefferová z Wehrfeldu, † 5. 7. 1846
- Jakub HOLLI /Holý, k. k. Artillerie
- Eduard HOSER, k.k. Hauptmann der Artillerie, * 17.8.1818, † 8.3.1865
- Ludwig HRUSCHKA /Hruška; 1876–1881
- CHVÁLA /Schwala
- Alexander JÜTTNER, syn Josefa Jüttnera, † ?
- Karolina (Lilli) KARWATH, Edle von Würdeburg,  † ?
- Joseph KOTTNER, Oberst und Kommandant des k.k.1. Feld-Artillerie-Regiments; † 26.1. 1832, 67 let
- Franziska Klein, Witwe, † 30.1.1860
- Peter KLEIN, pensionierte k. k. Artillerie Major; pens. k. k. Artillerie Major; † 15.3. 1858, 76 let
- Aurelia KÖGL, † 1868
- Cyrillus KÖGl, pensionierte k.k. Oberzeugmeister, * 1780, † 24.6.1839
- Johann KOLLAREK /Kolařík; k.k. Hauptmann, * 1803, † 24.3.1884
- Daniel KOSTIAL /Košťál; k. k. Oberst, * 21.7.1802, † 20.11.1878
- Johann KUBERT, k. k. Oberleutnant der Artillerie I. Regiment, * 14.4.1806, † 8.6.1892
- Elsa KÜHTREIBER, † 16.6.1896
- Anton KÜNSTLER k. k. Major; * 8. 1. 1806, † 17. 4. 1867
- Karolina KÜNSTLER, geb. Spurny, jeho manželka; * 21.9.1803, † 14. 12. 1866
- Philipp Jakob  LENK, Freyherr von WOLFSBERG, Oberst u. Commandant  der Feld-Artillerie, Regimentsritter des k. k. Marien Theresien(...), des kais. russischen St. Annen Ordens II. Klasse, dann königl. Sardinischen  Mauritius und Lazarius Ordens... * 1784; † 29.6.1837; bydliště Praha Malá Strana, čp. 476/III)[9][10] (otec Wilhelma Lenka z Wolfsberku)
- Joseph LIPPERT, k. k. Oberst
- Carl MACEOVITS k. k. Hauptmann d. R., † 21. 3. 1881 (77 let)
- Georg MAYER VON SONNENBERG, k. k. Major des I. Artillerie Regiments; * 1749, † 30.7.1...
- Katherina MAYER VON SONNENBERG, rozená Schauer; * 17. 11. 1767, † 6. 5. 1837
- Franz MED, k. k. Hauptmann des Artillerie Regiments; * ?, † 27. 5. 1852
- Eduard MERTEN (nevlastní syn Josefa Seicheho) k. k. Telegraphen-Beamten, * 18. 3. 1825 Tuschmitz/Tušimice, † 19. 7. 1857 Praha-Hradčany.
- Josef Franz PIETSCH, k.k... Finanzwarte, * 1782, † 21 .4. 1857
- Joseph, Freiherr VON PROCHASKA, K. k. Konzipist., * 1829, † 1867
- Franz REGSCHEK/ František REJŠEK; k. k. Kaplan der Artillerie und budweiser. Bischofs Notar; * 1802, † 1843.
- Magdalena ROECK VOM STUCKIMFELD, geb. Vecchy, Witwe nach Generalmajor, * 1775, † 1841
- Carl ROPP; † 1865
- Josef SEICHE, k. k. Fortifikations-Maurer-Polier (nevlastní otec Eduarda Mertena); * 16. 7. 1796 Karbitz/Chabařovice; + 24. 12. 1860 Praha, voršilská kasárna
- Wenzel SCHIPKA VON BLUMENFELD, rytíř, * 1756 Praha, † 22.8.1832 Praha; syn Martina Antona Schipky, povýšeného roku 1786 do šlechtického stavu s predikátem z Blumenfeldu. [11]. Erbovní štít mezi plastickými válečnými trofejemi; v erbu
- Trojetážový šlechtický náhrobek bez nápisu; erbovní štít s jedním pruhem (zbytek odsekaný), v klenotu frontálně pojatý helm se spuštěným hledím a třemi pavími pery. Nápisová deska odlomena a chybí. Náhrobek za 2. světové války posloužil jako mrtvá schránka štábního kapitána Václava Morávka pro výměnu zpráv s agentem A-54 Paulem Thümmelem, který bydlel v Břevnově v ulici U třetí baterie.
- Friedrich SCHMIDT, k.k. Furier,  † ?, ve věku 22 let
- Karl SCHWENK, Edle VON RHEINDORF, k. k. Major der Artillerie, Träger des kais. russischen St. Annen Ordens, * 1843; † 16.9.1896, jeho žena Josephine a děti
- Felix STRANSKY von GREIFENFELS, rytíř,  * 19.6.1848, † 18.11.1893  k.k. setník, roku 1848 ve Wiener Neustadtu obdržel šlechtický titul; jeho pohřbené děti: Kathe, Karl, Johanna, Marie.
- Paul THIEL, k. k. Leutnant I. Klasse in Pension; * 29.6. 1794, † 1856 (?)[12]
- Anton URNER, K. K. Feuerwerker des Artillerie Zeugs Depots; † 30. 6. 1873, ve věku 69 let
- Elisabeth URNER, jeho manželka, * 1812, † 1879
- Anton VANNECK/ Vaněk, Oberlieutenant im k. k. 1. Feld Artillerie – Regiment; † 5. 4. 1847, 45 let.
- MUDr. Franz VOIGT, lékař císaře Ferdinanda I. Dobrotivého; * 1810;  † 20. 10. 1869
- Johann WELTROWSKY,  k. k. pens. Lieutenant in der Armee; † 12. 11. 1875, 66 let, z toho 36 let slepý.
- Franz baron WETZLAR VON PLANKENSTERN, * kolem 1818, † 22. 3. 1877, 59 let
- Amalie WURM, Witwe, * 19.8.1844 , † 17. 5. 1894
- Anton WURM, k. k. Oberleutnant, * 1811, † 1884
- Karolina WURM, * 1842, † 12. 7. 1883
- Aloisia ZECHMEISTER, Edle VON WAGAU, * 3. 6. 1812, † 8. 12. 1877

## Galerie

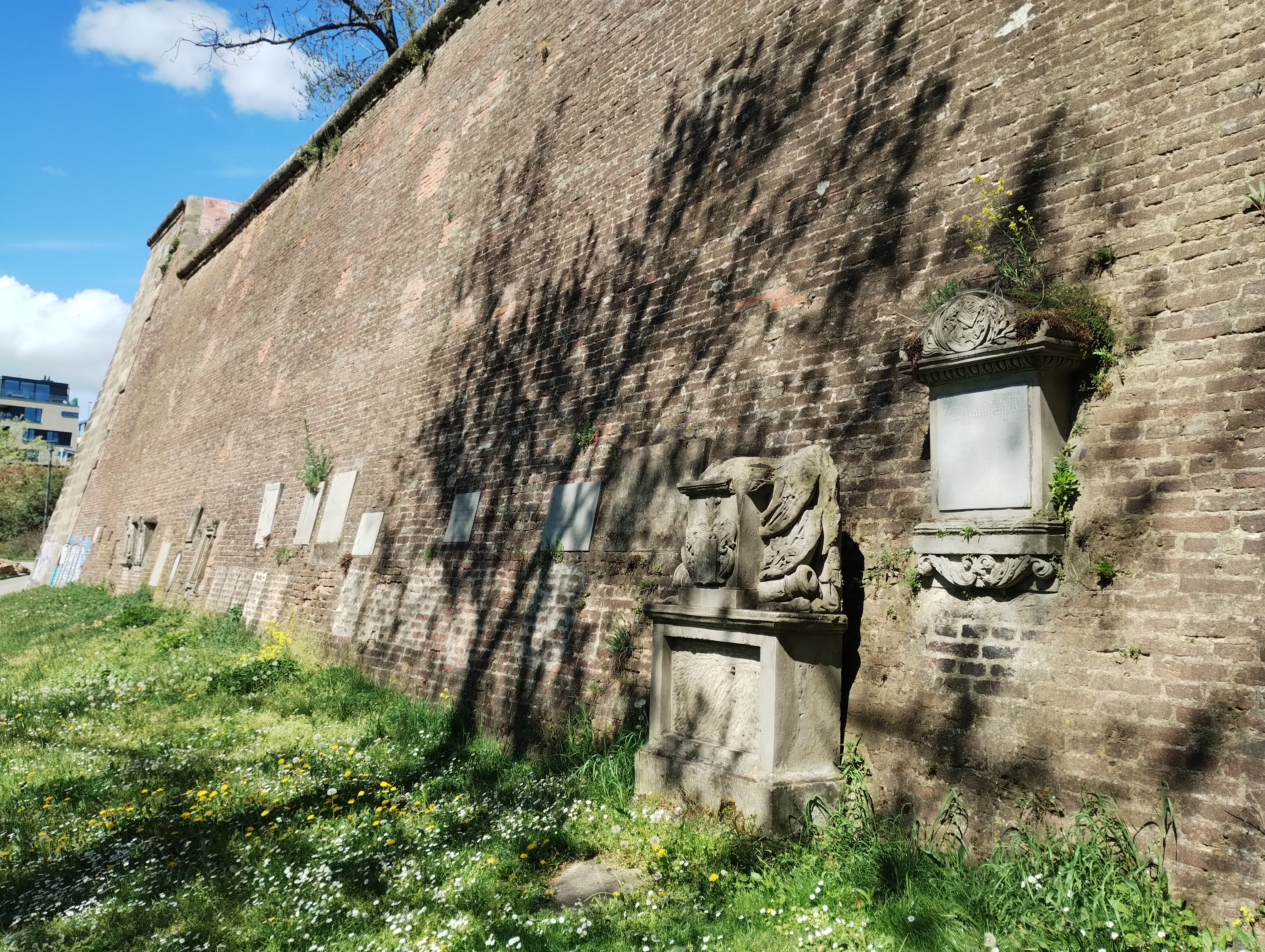
Náhrobní desky na bývalém vojenském hřbitově
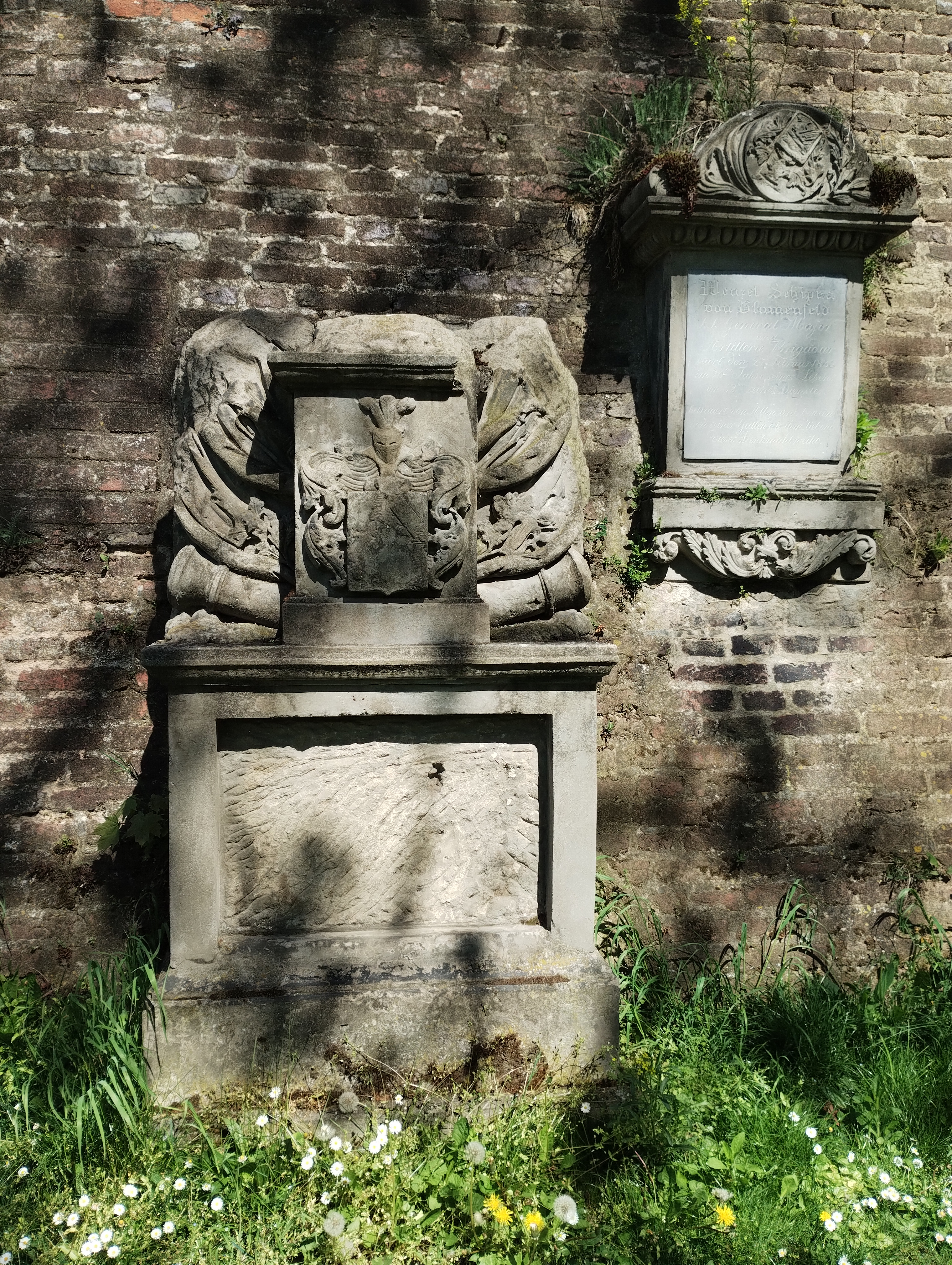
"Mrtvá schránka" Václava Morávka (vlevo) a náhrobek Wenzela Schipky z Blumenfeldu
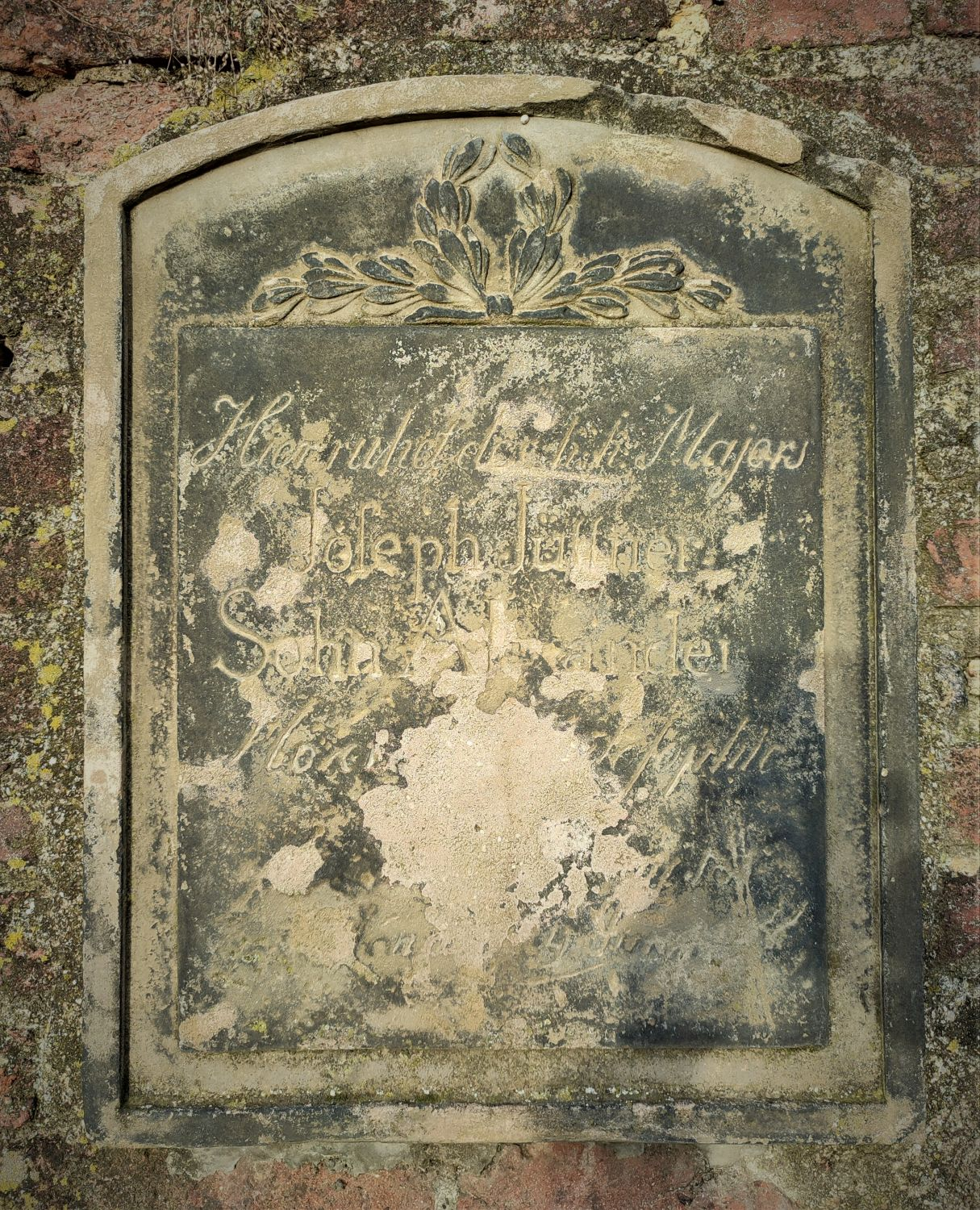
Náhrobní deska Josefa Jüttnera
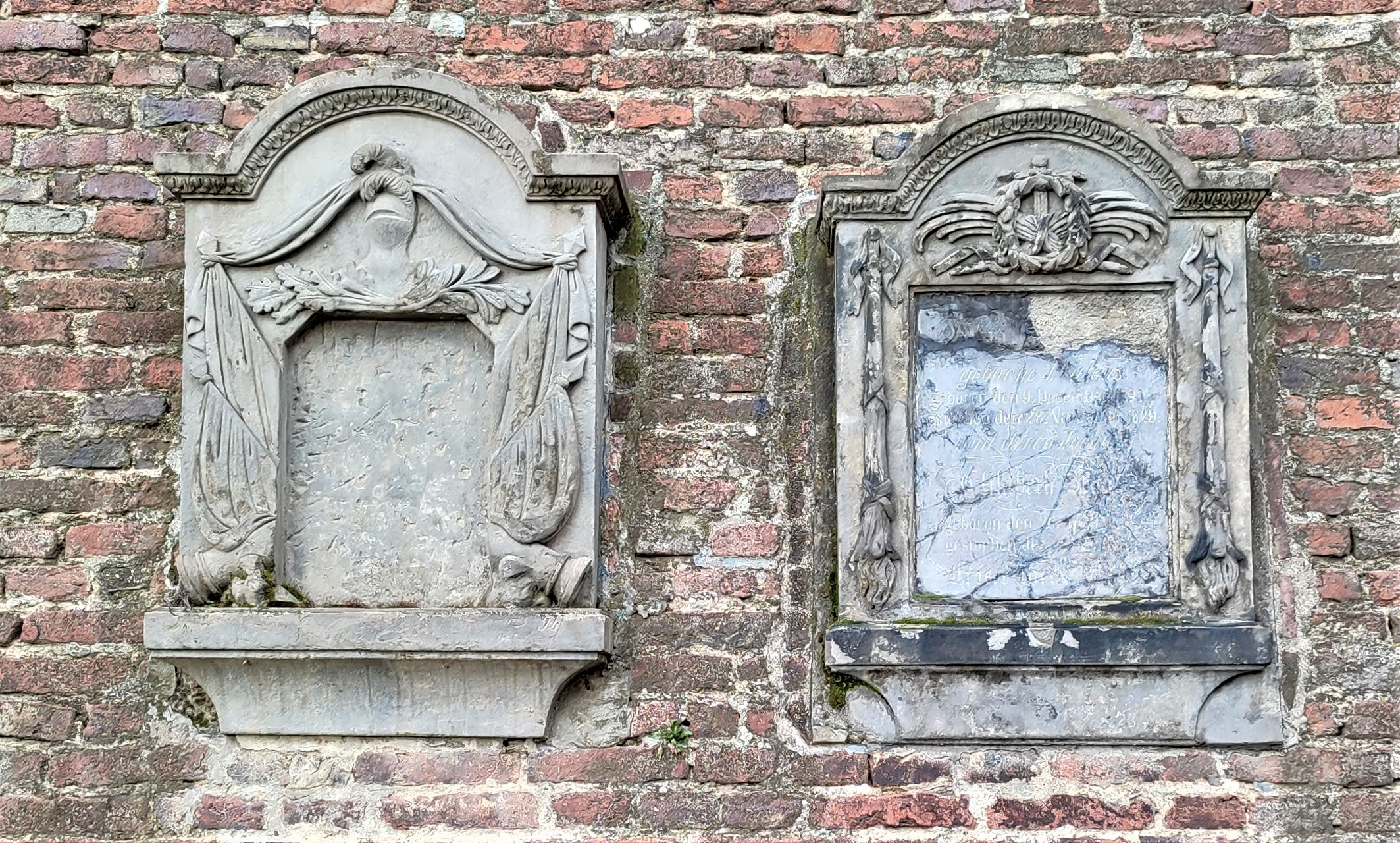
Dvě poškozené náhrobní desky
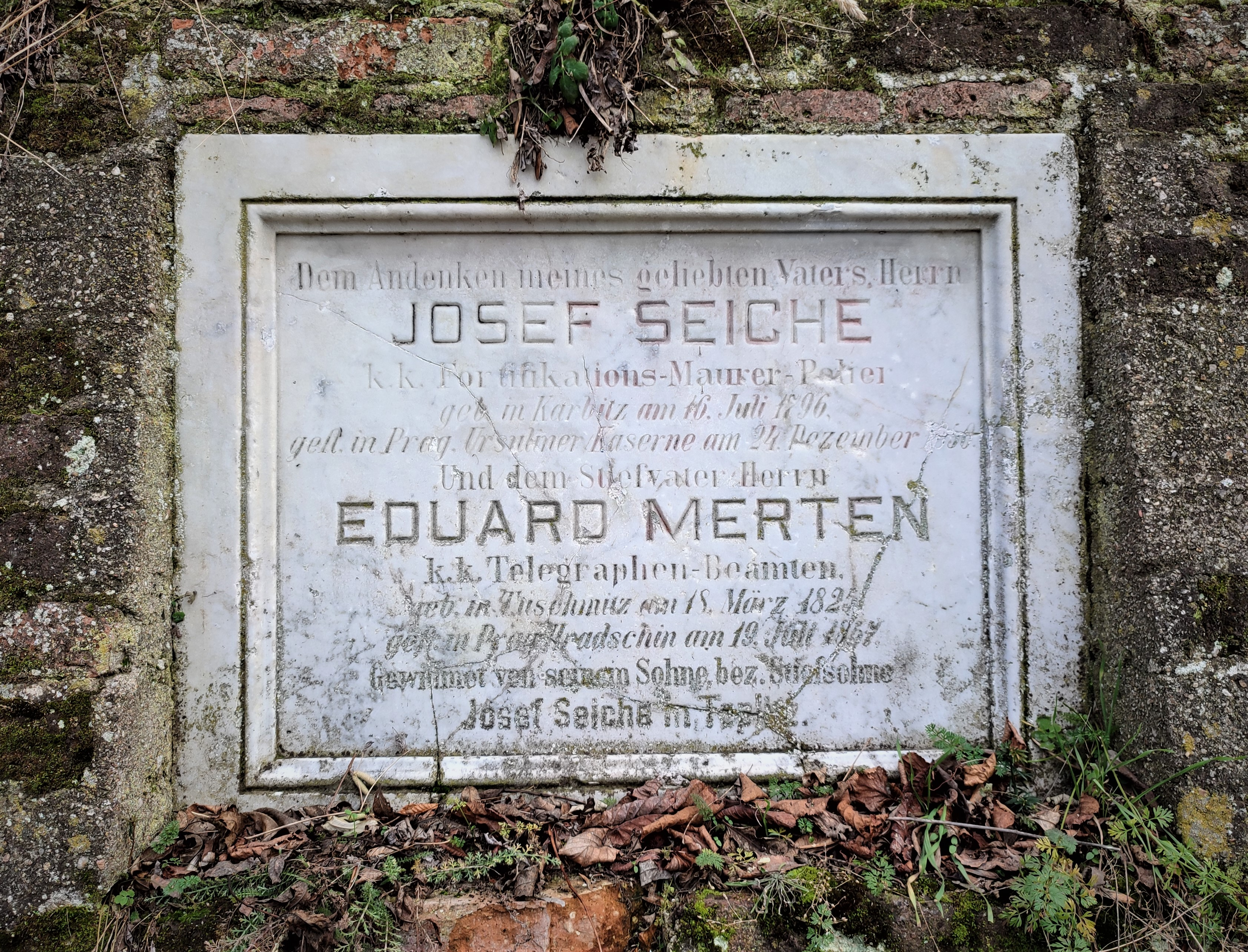
Náhrobní deska Josef Seiche, Eduard Merten
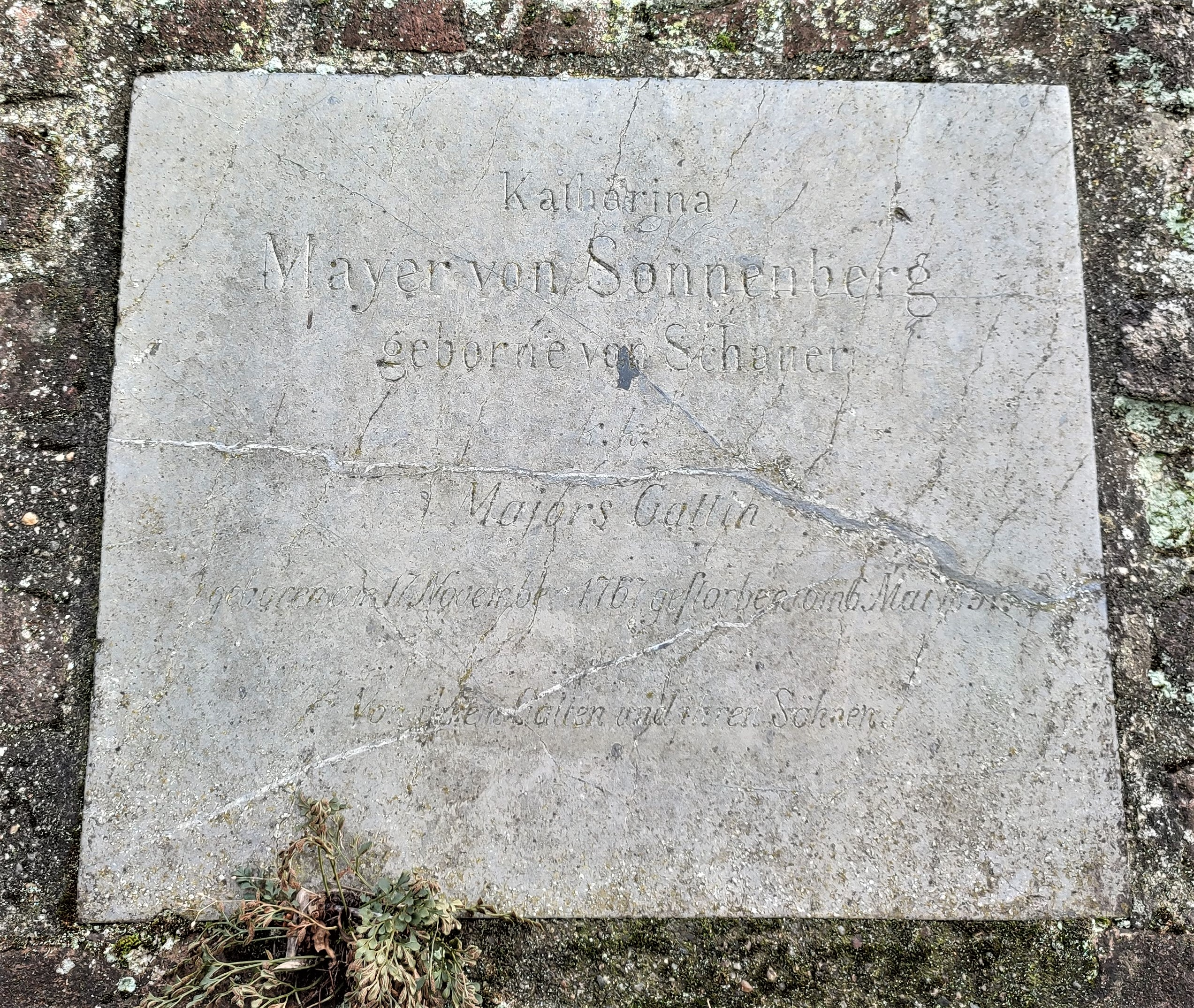
Náhrobní deska Kathariny Mayer von Sonnenberg
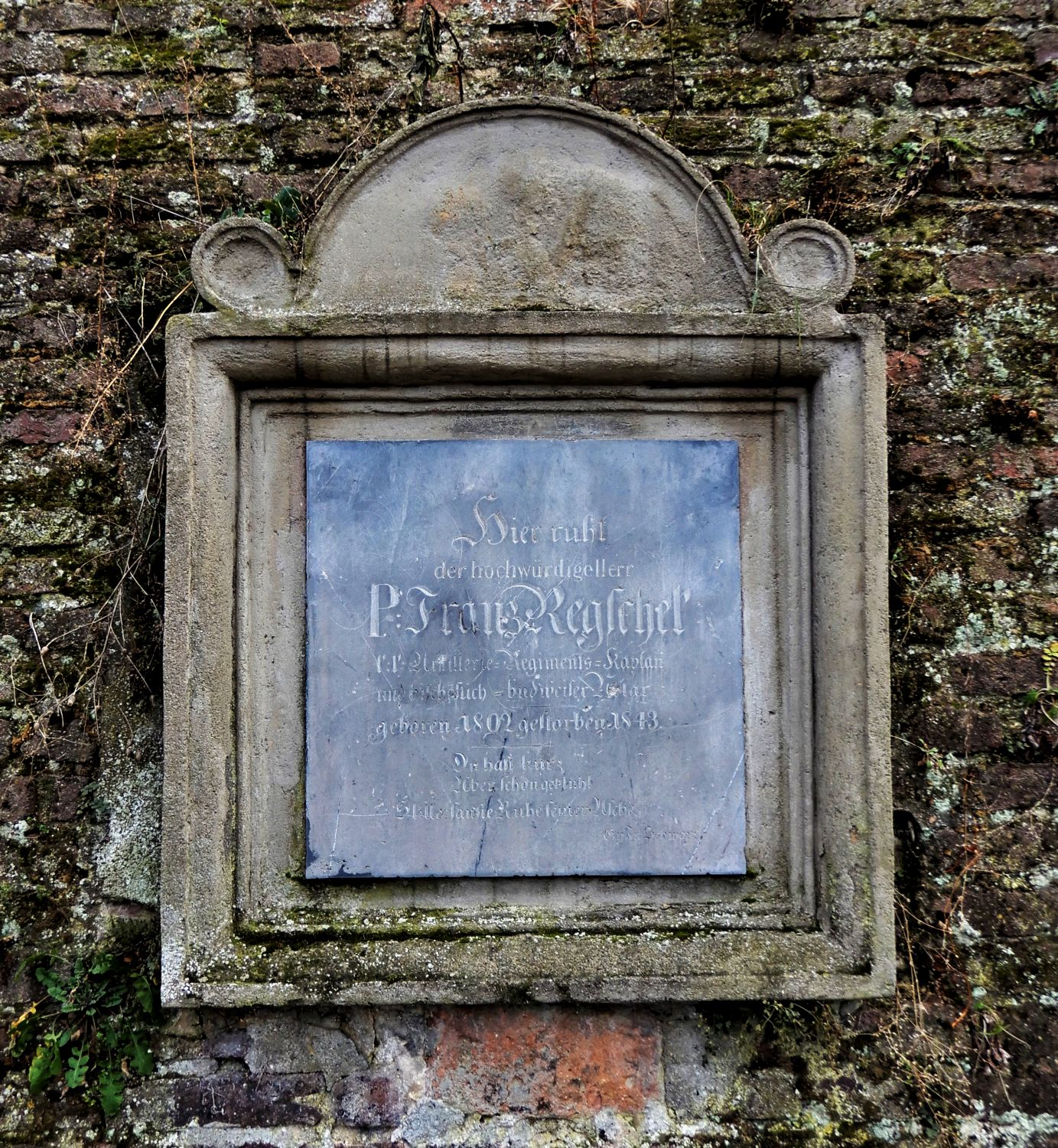
Náhrobní deska Františka Rejška (1843)
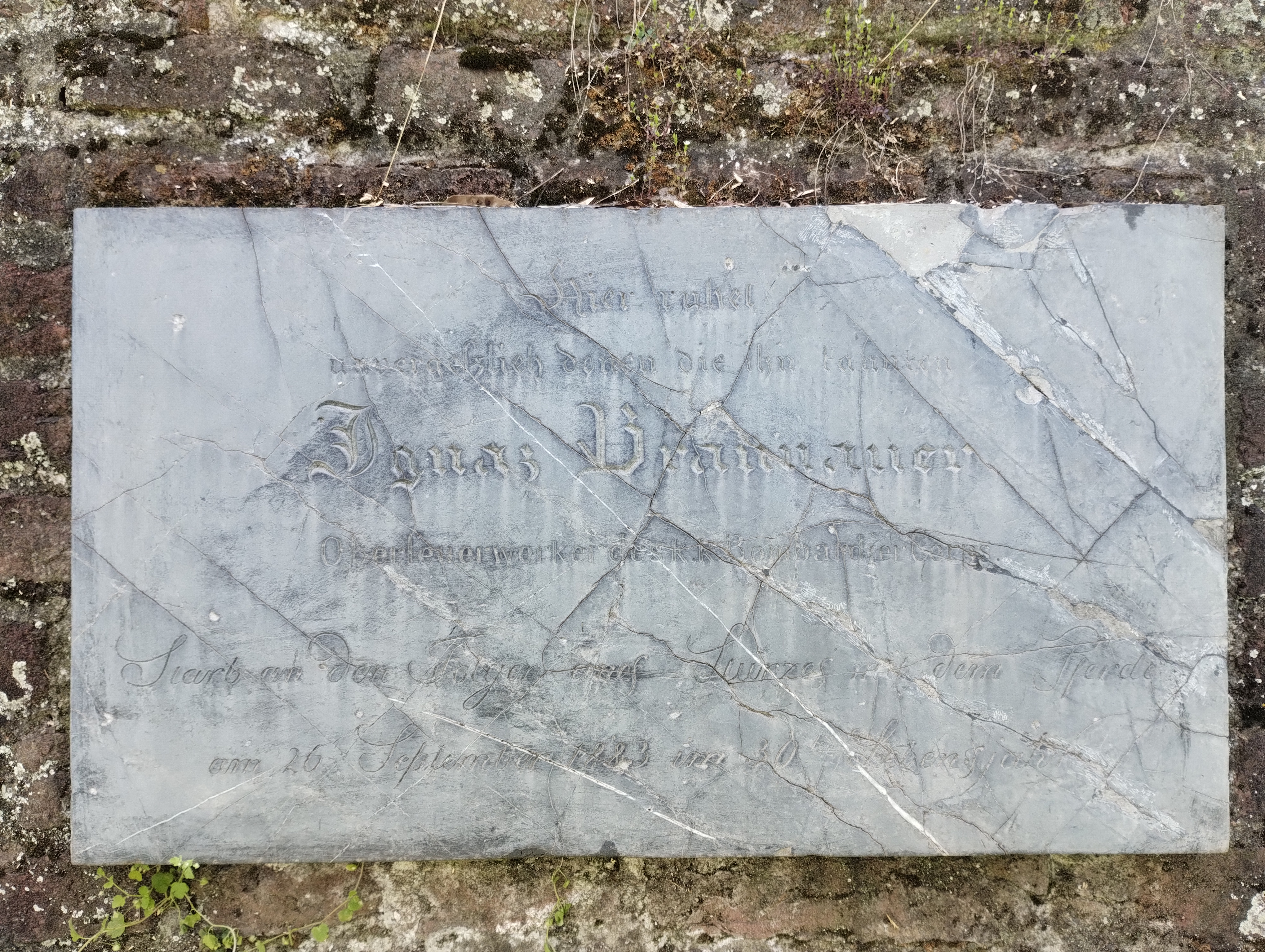
Náhrobní deska Ignáce Braunauera
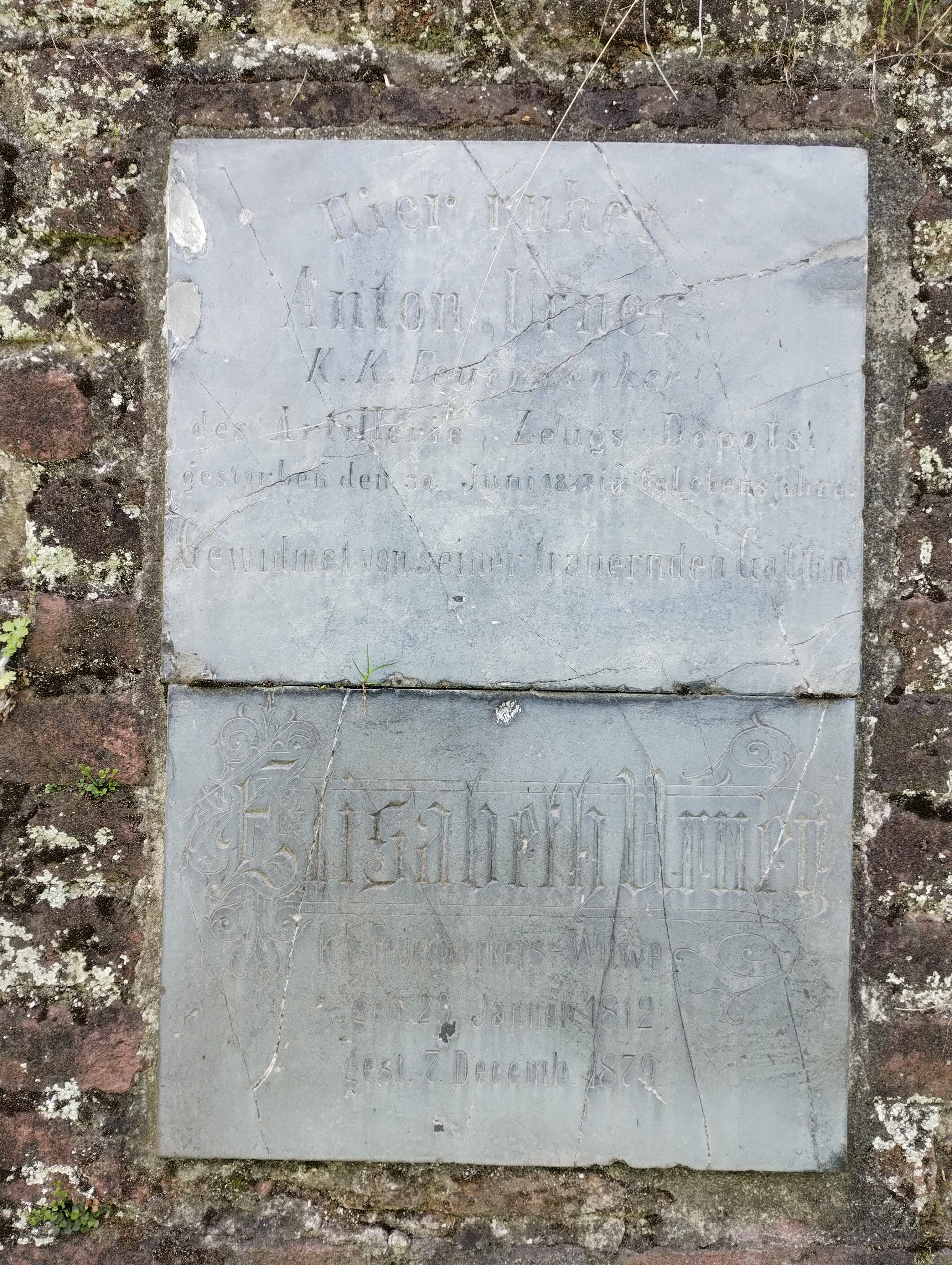
Náhrobní deska Antona a Elisabeth Urnerových
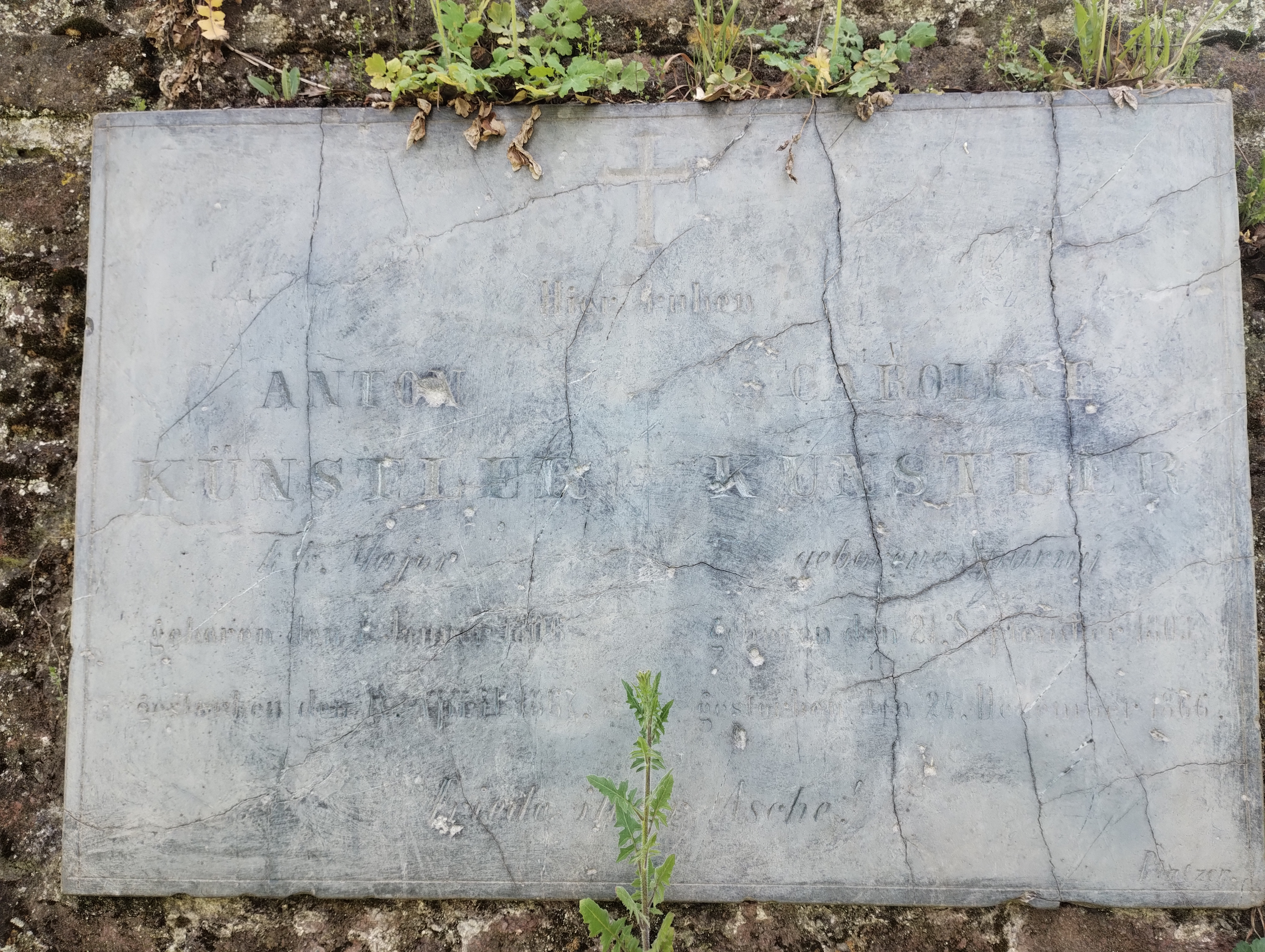
Náhrobní deska Antona a Karoliny Künstlerových
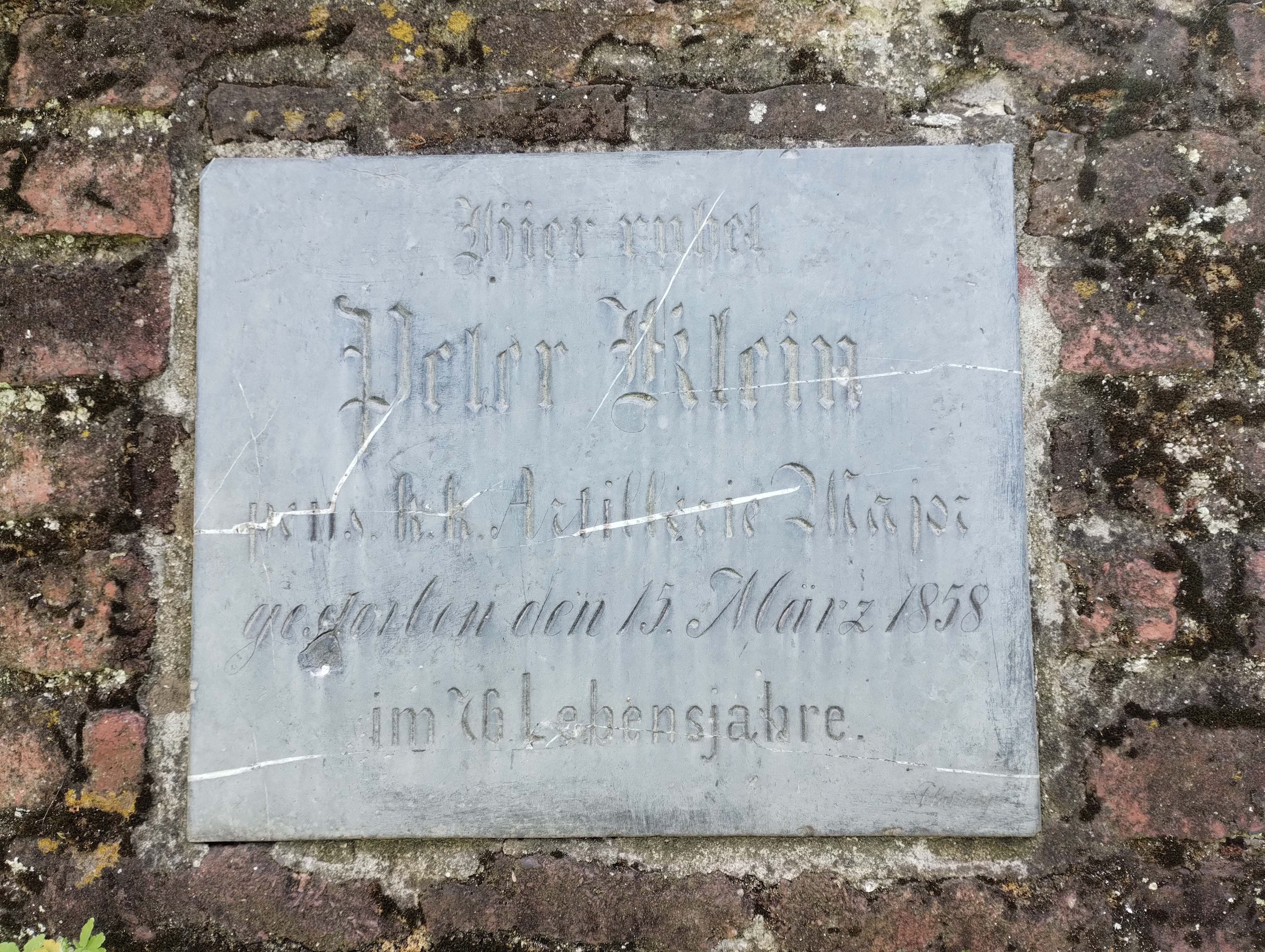
Náhrobní deska Petera Kleina
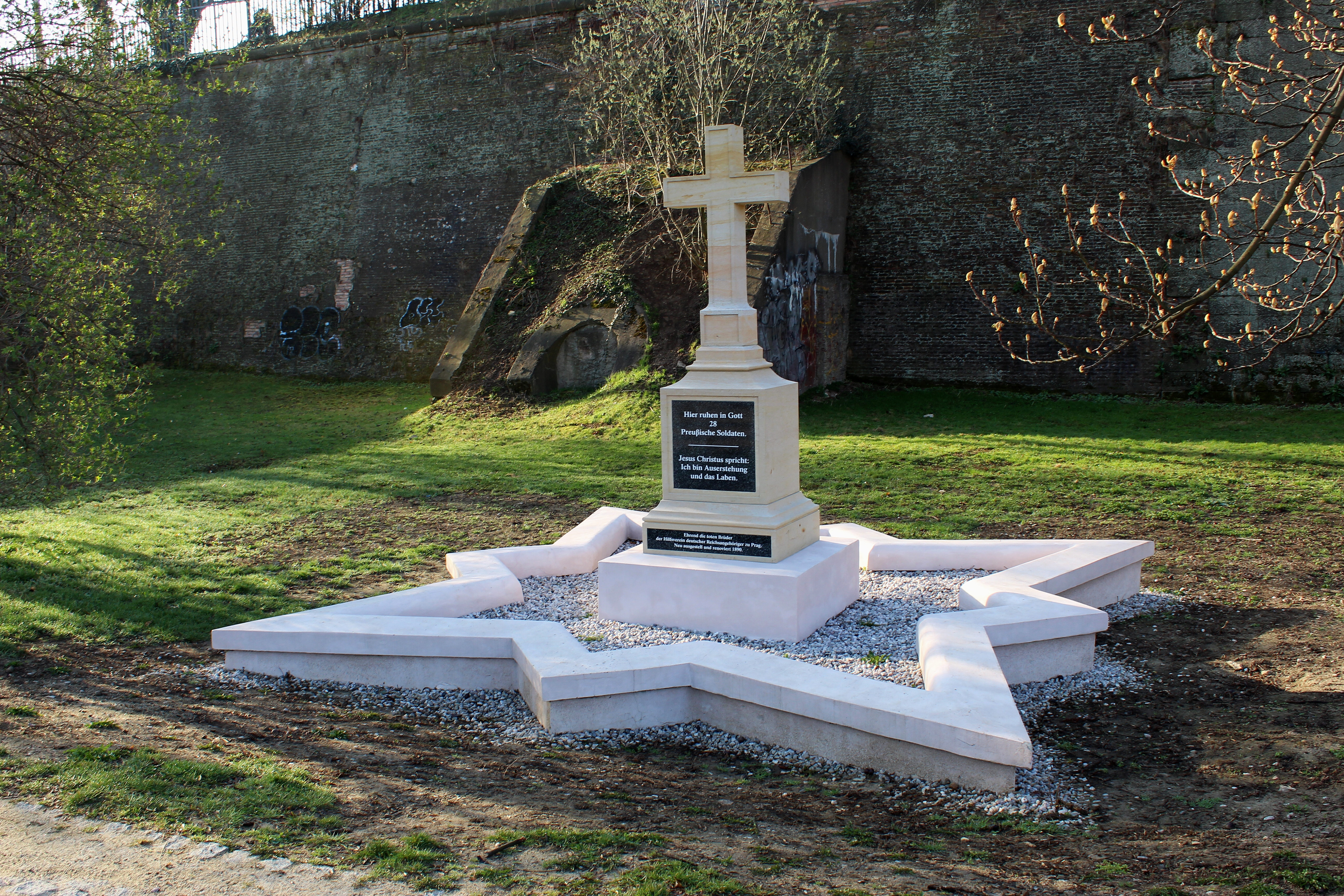
Pomník 28 pruských vojáků, stav obnovy 2019